# Amplibuteo concordatus
Amplibuteo concordatus es una especie extinta de ave accipitriforme de la familia Accipitridae que vivió durante el Plioceno en Florida y California.